# Shitou
Shitou (Guizhou, 1969) es una activista, actriz, cineasta, artista e icono LGBT china. Ha participado activamente en la escena gay china desde la década de 1990 y fue la primera lesbiana en salir del armario en la televisión china.

## Trayectoria
Nació en 1969 en Guizhou en el seno de una familia de etnia miao, y se graduó de la Academia de Arte de Guizhou. Formó parte de la colonia de artistas Yanmingyuan antes de su disolución. En 2000, apareció en un programa de entrevistas de la televisión por satélite de Hunan llamado Approaching Homosexuality. Según el académico Hong Wei Bao, esta fue la primera vez que una lesbiana salió del armario en los medios oficiales de la República Popular China.
En 2001, interpretó el papel de Xiaoling en la película lésbica china Fish and Elephant. Posteriormente, dirigió varias películas, algunas de ellas en colaboración con su pareja, Ming Ming. La primera fue Dyke March (2002). En 2006, estrenó el documental/ensayo Women Fifty Minutes (女人 五十 分钟) y en 2015 dirigió la película We Are Here.
Shitou ayudó a fundar el Beijing Queer Film Festival y el China Queer Film Festival Tour.

## Filmografía
| Película                                 | Año  | Papel      |
| ---------------------------------------- | ---- | ---------- |
| Fish and Elephant                        | 2001 | Xiaoling   |
| Dyke March                               | 2002 | Directora  |
| Gu Wenda: Art, Politics, Life, Sexuality | 2005 | Directora  |
| Women Fifty Minutes                      | 2006 | Directora  |
| Gate, Mountain, River                    | 2006 | Directora  |
| Queer China, Comrade China               | 2008 | Ella misma |
| We Are Here                              | 2015 | Directora  |